# Watse Cuperus
Watse Cuperus (Blija, Frísia, 30 de abril de 1891 — Leeuwarden, Frísia, 25 de agosto de 1966) foi um poeta, jornalista e escritor holandês.
Em 1955 ganhou o Prémio Rely Jorritsma por sua contribuição para a difusão do frísio.

## Biografia
De família humilde, nasceu em 1891 em Blija, no nordeste da província de Frísia. No começo dos anos 1920 trabalhou como vendedor de tecidos e como empregado numa loja.
De fé protestante, e muito envolvido no social, conhecia muito o povo. Viveu a vida inteira nos povoados de Blija, Westernijkerk e Marrum.
Faleceu em 1966 por diabete.

### Teatro
- 1955: Do silst net stelle, 4 atos
- 1956: Libbensropping, 4 atos
- 1966: Il filo d'oro (De gouden tried), 4 atos, op nieuw bewerkt naar de gelijknamige roman

### Traduções
- 1959: Oscuro ma bello (Zwart maar lieflijk, do frísio Swart mar leaflik)

### Livros para as crianças
- 1936: Oarreheite pet (reimp. 1941; 2a reimp. 1948)